# Japonolirion osense
Japonolirion osense Nakai è una pianta appartenente alla famiglia delle Petrosaviaceae originaria del Giappone, unica specie del genere Japonolirion Nakai.

## Descrizione
J. osense è una pianta erbacea perenne glabra. È una pianta strisciante che presenta un aggregato basale di foglie che raggiungono i 5–15 cm di lunghezza e  2–4 mm di larghezza. Le foglie piatte e appuntite sono alternate e si restringono alla base. I margini della lama fogliare sono scabri e piatti.
I fiori sono aggregati in infiorescenze racemose che raccolgono molti fiori. Questi sono piccoli (il perianzio è lungo 2,5-3 mm).
Il frutto è una capsula deiscente non carnosa.

## Distribuzione e habitat
J. osense è nativa del Giappone centrale e settentrionale, crescendo principalmente nel bioma subalpino o subartico.